# Utlande
Utlande, Udlande eller Friselagen (tysk: Uthlande, fra norrønt eller nedertysk, betegner landet uden for fastlandets gestområde) betegnede i middelalderen landområdet mellem Ejderen i syd og Sild i nord i Sønderjylland. Utlande blev første gang nævnt i 1187. Friserne indvandrede hertil i to bølger i 800-tallet og 1100-tallet. Før den frisiske indvandring boede der formodentlig allerede skandinavierne på øerne, som efterhånden blev assimileret . Området tilhørte kronen og de nye frisiske indbyggere var direkte underkastet den danske konge (kongefrisere). Alligevel tilhørte Utlandene ikke Istedsysslen på fastlandet. I stedet for Jyske Lov gjaldt frisisk ret. Dog blev herredsinddelingen også indført her. Da Hertugdømmet Slesvig blev oprettet omkring år 1200, kom med tiden stadig større og større dele under hertugen. Først i 1435 blev området formelt overdraget til den slesvigske hertug Adolf . Lige indtil 1864 beholdt kongen dog som en del af kongeriget øen Amrum, den vestlige del af øen Før og Listland på nordspidsen af Sild, som indgik i de Kongerigske enklaver.
Området består overvejende af marskland og blev ofte oversvømmet. Som følge af stormfloden i 1362 (Den Store Manddrukning) bosatte frisere fra Utlandene sig i stigende grad også i de umiddelbart tilstødende områder på gestranden (f.eks. i de vestlige dele af de to Gøs Herreder ved Husum). Slesvig stadsrets bestemmelser om tolden på salt skelnede så mellem frisere af dansk og af frisisk ret, idet de førstnævnte boede indenfor Istedsyssels herreder (Nørre- og Sønder Gøs), mens de sidstnævnte kom fra Utlandenes herreder . En konkret nordfrisisk retspraksis kan påvises fra 1198 .
Utlandene svarer i dag stort set til halvøen Ejdersted og De Nordfrisiske Øer.
Herreder i Utlande
- Bøking Herred (i dag inddiget)
- Horsbøl Herred (i dag Viding Herred)
- Viriks Herred (i dag Langenæs)
- Beltring Herred (for største del oversvømmet, en rest er Nordstrand Mor)
- Før Østerherred (i dag det østlige Før)
- Før Vesterherred (i dag det vestlige Før og Amrum)
- Pelvorm Herred (i dag Pelvorm)
- Edoms Herred med Rungholt (delvis oversvømmet, dele af Nordstrand)
- Lundebjerg Herred (delvis oversvømmet, dele af Nordstrand)
- Sild Herred (også: Nordvestherred el. Landskabet Sild)[8]
- Tønning Herred eller Ejdersted Herred (i dag Ejdersted øst)
- Everschop eller Garding Herred (i dag Ejdersted nordvest)
- Udholm eller Holmbo Herred (i dag Ejdersted vest)

Utlandenes herreder blev inddelt i tre eller fire større grupper :
- Skibherrederne eller Trelandene (de tre ejderstedske herreder Ejdersted, Evershop og Udholm)
- Femherrederne eller Strandherrederne (de fem strandske herreder Edoms, Viriks, Beltring, Lundebjerg og Pelvorm Herred)
- Øherrederne (Sild og Amrum-Førs to herreder)
- Marskherrederne eller Nordherrederne (Horsbøl og Bøking Herred)

Marskherrederne forekommer også forbundet med Strandherreder under navnet Syvherrederne.